# 夜をぶっとばせ
「夜をぶっとばせ」(Let's Spend the Night Together) は、ローリング・ストーンズの楽曲。作詞・作曲はミック・ジャガーおよびキース・リチャーズ。1967年にシングル「ルビー・チューズデイ」と両A面シングルとして発表された。ストーンズの代表曲の1つであり、1973年のデヴィッド・ボウイなど、様々なアーティストによってカバーされた。

## 解説
「夜をぶっとばせ」は1967年1月に「ルビー・チューズデイ」と両A面シングルとしてリリースされた。シングルチャートの3位を記録した。アメリカではアルバム『ビトウィーン・ザ・バトンズ』（アメリカ版）に収録され、シングルでもリリースされた。その後更にアルバム『フラワーズ』にまで収録された（当時のイギリスではオリジナル・アルバム未収録）。しかしながら歌詞が性的な内容を想起させたため、多くのラジオ局では「ルビー・チューズデイ」が演奏された。2曲は別々にビルボードのチャートに入り、「ルビー・チューズデイ」が1位を獲得した一方、「夜をぶっとばせ」は55位であった。2曲ともピアノでジャック・ニッチェが参加している（後述のエド・サリヴァン・ショー出演時には、ブライアン・ジョーンズがピアノを担当していた）。本曲のベースはキース・リチャーズが演奏している。
1967年2月、ストーンズがエド・サリヴァン・ショーに出演して本曲を演奏した際、歌詞の一部「Let's Spend The Night Together」の「The Night」を「Some Time」に変更して演奏したが、ミック・ジャガーはその部分を歌う際に目玉を回しながら不明瞭気味に歌った（但し、バックコーラスはハッキリ「Some Time」と歌っている）。更に2006年4月にストーンズ初の中国公演では、中国当局が性的内容を暗示する歌詞を問題視し本曲を演奏することを禁じた。

## カバー

### デヴィッド・ボウイ
デヴィッド・ボウイは、スタジオ・アルバム『アラジン・セイン』（1973年）で「夜をぶっとばせ」のカバーを発表し、同年にはヨーロッパやアメリカなどでシングル・カットした。日本盤シングルはカップリング曲が異なり、ジャケットにはボウイの日本公演で撮影された写真が使用された。
ボウイはライブでも「夜をぶっとばせ」を歌っており、1973年7月3日のロンドン公演を収録したライブ・アルバム『ジギー・スターダスト・ザ・モーション・ピクチャー』（1983年発表）にも収録された。

### その他
- マディ・ウォーターズ - アルバム『エレクトリック・マッド』（1968年）に収録[3]。
- オックス - アルバム『オックス・ファースト・アルバム』（1968年）に収録。阿久悠が訳詞。
- クロディーヌ・ロンジェ - アルバム『Let's Spend the Night Together』（1972年）に収録[4]。
- ジェリー・ガルシア - アルバム『Garcia』（1974年）に収録[5]。
- ティナ・ターナー - アルバム『Acid Queen』（1975年）に収録。
- キール - アルバム『Lay Down the Law』（1984年）および『The Right to Rock』（1985年）に収録。